# Portia Doubleday
Portia Doubleday (Los Angeles, 22 juni 1988) is een Amerikaanse actrice. Ze verscheen voor het eerst in Legend of the Mummy als Young Margaret. Ook speelde ze in Youth in Revolt, 18, In Between Days, Mr. Sunshine en vele anderen. In 2015 speelde ze Angela Moss in de populaire Amerikaanse tv-serie Mr. Robot. Haar oudere zus, Kaitlin Doubleday, is eveneens actrice.

## Filmografie
- Legend of the Mummy (1998) - Young Margaret
- 18 (2009) - Becky
- Youth in Revolt (2009) - Sheeni Saunders
- In Between Days (2010) - Lindley
- Big Mommas: Like Father, Like Son (2011) - Jasmine Lee
- K-11 (2012) - Butterfly
- Howard Cantour.com (2012) - Dakota
- Carrie (2013) - Chris Hargensen
- Her (2013) - Isabella
- After the Ball (2015) - Kate / Nate
- Fantasy Island (2020) - Sloane

## Televisieseries
- Mr. Sunshine (2011) - Heather
- Mr. Robot (2015) - Angela Moss